# El Cajon
El Cajon ist eine Stadt im San Diego County im US-Bundesstaat Kalifornien.
Das U.S. Census Bureau hat bei der Volkszählung 2020 eine Einwohnerzahl von 106.215 ermittelt.

## Geographie
Das Stadtgebiet hat eine Größe von 37,7 km² und befindet sich an der Interstate 8 und der California State Route 67.

## Religion
Im Juli 2008 wurde mit dem Seminary of Mar Abba the Great das erste Seminar der Chaldäisch-katholischen Kirche außerhalb des Irak gegründet.

## Wirtschaft
In El Cajon befindet sich der Firmensitz des renommierten Gitarrenbauers Taylor Guitars.

## Persönlichkeiten
- Jimmie Johnson (* 1975), Rennfahrer
- Tim LaHaye (1926–2016), baptistischer Pastor in El Cajon 1958–1981 und Autor der Romane left behind
- Greg Louganis (* 1960), Wasserspringer, mehrmaliger Olympiasieger und Weltmeister
- Glen Morgan, Produzent, Regisseur und Drehbuchautor
- Olaf Wieghorst (1899–1988), Maler; lebte von 1945 bis zu seinem Tod in El Cajon